# Silvio Valenti Gonzaga
Silvio Valenti Gonzaga (Mantova, 1. ožujka 1690. – Viterbo, 28. kolovoza 1756.) bio je talijanski plemić i katolički kardinal.

## Životopis
Gonzaga je rođen u Mantovi. Služio je kao papinski nuncij u Flandriji od 1731. do 1736., a papa Klement XII. ga je 1738. imenovao kardinalom. Dana 15. svibnja 1747. dodijeljena mu je naslovna crkva San Callisto. Umro je u Viterbu.
Bio je poznat kao mecena umjetnosti i znanosti, a njegova vila ispred Porta Pie imala je botaničku zbirku. Posjedovao je veliku knjižnicu, sakupljao najnovije mjerne instrumente i sponzorirao književne salone. Posjedovao je veliku zbirku slika (uključujući Portret Lorenza Cyba), koja je nakon njegove smrti prodana 18. svibnja 1763. u Amsterdamu, a slike Salvatora Rose i Francesca Solimene raspršile su se na nekoliko lokacija.
Njegov nećak Luigi Valenti Gonzaga (1725. – 1808.) također je imenovan kardinalom. Luigijev brat, markiz Carlo Valenti Gonzaga (1718.-1782.), bio je državnik i veleposlanik papinske države; također je bio istaknuti mecena u Mantovi.